# Cariliini
Самоцвітцеві (Cariliini Zamoroka, 2022) — триба жуків з родини Скрипунових, самостійність якої підтверджена молекулярною філогенією.

## Молекулярна філогенія
У відповідності до молекулярної філогенії на основі мітохондрієвих генів 12S рРНК, 16S рРНК, COI і ядрових генів 18S рРНК, 28S рРНК триба Самоцвітцеві (Cariliini) входить до підродини Тонкохвісткових (Lepturinae). Окрім того триба вирізняється унікальним серед Тонкохвісткових каріотипом: 2n=22=20+XX/XY. До складу триби входять такі роди:
- Коротунка – Cortodera Mulsant, 1863 (за винятком Північноамериканських Leptacmaeops)
- Leptacmaeops Casey, 1913
- Самоцвітик – Carilia Mulsant, 1863
- Довгориєць – Gnathacmaeops Linsley & Chemsak, 1972
- Квіткарик – Dinoptera Mulsant, 1863
- Короткотілець – Brachysomida Casey, 1913 (= Pseudogaurotina)
- Gaurotes LeConte, 1850
- Paragaurotes Plavilstshikov, 1921
- Окатик – Acmaeops LeConte in Agassiz, 1850 (= Euracmaeops Danilevsky, 2014)